# Chica da Silva
Chica da Silva, född 1732, död 1796, var en brasiliansk kvinna som blivit berömd på grund av sin levnadshistoria från slaveri till förmögen fri kvinna.
Hon var född slav. Hon köptes och frigavs av sin älskare, guvernören och gruvägaren João Fernandes de Oliveira, som var en av de rikaste personerna i Brasilien. 
Hennes liv har skildrats i filmer, böcker och pjäser.